# 石村由起子
石村 由起子（いしむら ゆきこ、1952年 - ）は、日本の経営者、空間コーディネーター。奈良市のカフェ「くるみの木」オーナーとして知られる。

## 概要

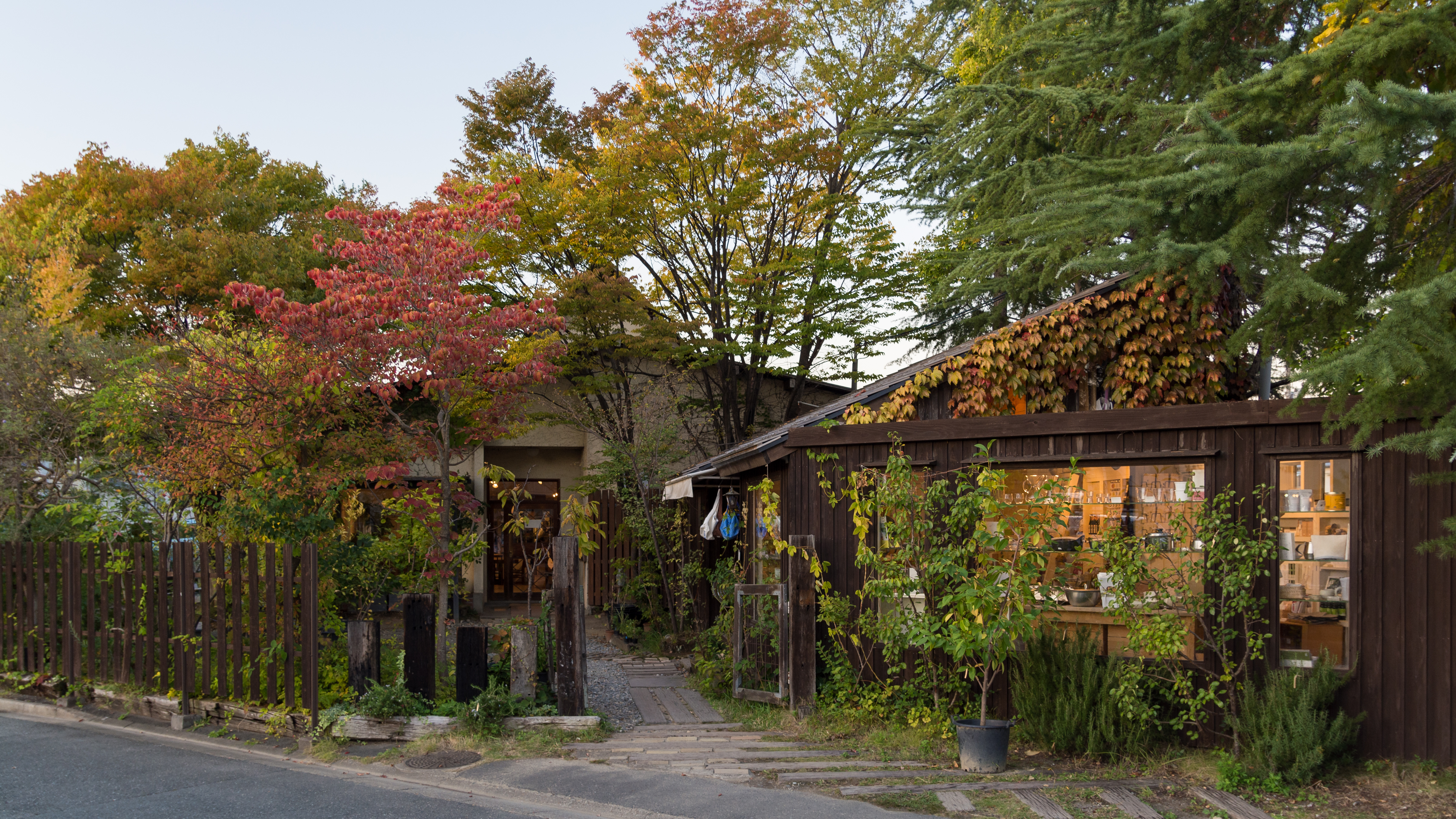
くるみの木

香川県高松市に、いずれも中学校の体育教師であった両親のもとに生まれた。高校卒業後、大阪で店舗設計を学んだ。その後、結婚して奈良県奈良市に長く居住しており、同地を中心に事業を展開している。
1984年7月7日、31歳のときに雑貨店を併設したカフェ「くるみの木」を開業したが、当初は12席だけの小さな店舗だった
1994年に2店目の「くるみの木 フィールデイズ店」を出店し、1店目を「くるみの木 一条店」と改称、有限会社くるみの木を設立して社長となった。
カフェを経営しながら、自然を取り入れたライフスタイルを提唱し、著作が注目されるようになった。奈良市法蓮町の「くるみの木一条店」は、「全国から年間約2万人がランチを食べに訪れるという有名店」とされている。
2004年7月7日には、秋篠寺に近いペンション跡を改装し、ホテル、レストラン、雑貨などの複合店「秋篠の森」を開業した。
その後、全国で商品展示会の企画を進め、2009年には阪急百貨店うめだ本店で「奈良のたからもの展」を開催した。
プロデュースした店舗のひとつである、「秋篠の森」の料理店「食の円居 なず菜」は、2011年に『ミシュランガイド京都・大阪・神戸・奈良2012』で星ひとつを獲得した。
2010年には、出身地である高松市の高松丸亀町商店街の再開発事業に関わり、カフェ、ギャラリー、雑貨店を兼ねた業態の店舗「まちのシューレ963」をプロデュースした。
石村は、全国各地の企業や自治体などに、商品企画などのコンサルティングを行なっており、街づくりにも関わっている。
2012年には、島根県浜田市の商品開発アドバイザーを委嘱されている。
2013年5月には、阪急百貨店うめだ本店で「石村由起子とその仲間たちの暮らしの提案」を開催した。2015年に観光案内所、食堂&グローサリー、喫茶室の3つの建物からなる複合施設「鹿の舟」をプロデュースした。

## 著書
- しあわせの受け皿：暮らしに器とシンプル雑貨、主婦と生活社、2004年
- 小さな幸せみつけた、主婦と生活社、2007年
- 奈良のたからもの：まほろばの美ガイド、集英社（集英社be文庫）、2007年
- 季節をビンに詰め込んで：果実酒のはなし、主婦と生活社、2008年
- 私（わたし）は夢中で夢をみた：奈良の雑貨とカフェの店「くるみの木」の終わらない旅、文藝春秋、2009年
- 愛おしいものたち：奈良「くるみの木」「秋篠の森」25年、ラトルズ、2010年
- 奈良「くるみの木」のレシピ、角川SSコミュニケーションズ、2010年
- 奈良・秋篠の森「なず菜」のおいしい暮らしとレシピ、集英社、2013年